# Äs, Västerås kommun
Äs är en by i sydöstra delen av Romfartuna socken i  Västerås kommun, Västmanland.
Byn består av enfamiljshus samt bondgårdar och är belägen invid riksväg 56 och cirka tre kilometer nordväst om Tillberga. Äs ligger på en smal del av Badelundaåsen.